# Gijs Trepels
Gijsbertus Wilhelmus Trepels (Maasbree, 28 augustus 1932 – Venlo, 1 juni 2018) was een Nederlands landschaps- en portretschilder. Hij is vooral bekend vanwege zijn haast fotografische techniek met zeer nauwkeurig uitgewerkte details. Hij woonde haast zijn hele leven in Maasbree in Limburg.

## Biografie

### Jeugd
Trepels werd geboren als zoon van de plaatselijke bakker. De eerste jaren waren zoals voor elk kind in het rustige en landelijk gelegen Maasbree. Later werd zijn jeugd getekend door het uitbreken van de Tweede Wereldoorlog. Al heel vroeg had hij maar één wens en dat was kunstschilder worden. Omdat hij geen zin had om in de bakkerij van zijn vader te werken en zijn vader een kunstenaarsbestaan niet zag zitten werd de jonge Gijs naar de ambachtsschool gestuurd om het vak van huisschilder te leren. Zijn vader redeneerde dat Gijs zodoende toch met verf en kleur kon bezig zijn maar toch zijn brood verdienen kon met een gangbaar beroep. Na zijn opleiding aan de ambachtsschool en diverse baantjes moest hij zijn dienstplicht vervullen. Daar viel zijn talent als tekenaar al snel op en kreeg hij al diverse teken- en schilderopdrachten van zijn superieuren.

### Jonge jaren
De eerste jaren na zijn legerdienst zijn niet gemakkelijk. Voor de diverse baantjes die hij heeft loopt hij niet echt warm en een zelfstandig leven samen met zijn grote liefde Truus Sitsen lijkt ver weg door een financieel moeizaam bestaan. Op 16 april 1958, na 9 jaar verkering trouwt Trepels uiteindelijk toch met zijn Truus
In die eerste jaren worden alle kunstenaarsaspiraties op een laag pitje gezet want zijn schilderbedrijfje slorpt alle energie op. Hij neemt alle denkbare klussen aan om zo zijn jong gezin te kunnen onderhouden.

### Leraar
Langzaam neemt Trepels het kunstenaarschap weer op. Hij volgt lessen bij de toen bekende portretschilder Rene Wong uit Roermond en later ook aan de Jan van Eyck Academie te Maastricht. Via werkzaamheden op de reclame-afdeling van een autobedrijf komt Trepels in de loop van de jaren 60 in aanraking met het leraarschap. Hij wordt gevraagd als leraar handvaardigheid. Ondanks zijn soms onorthodoxe optreden wordt dit een succes. Later verruilt hij Venlo voor de LTS te Panningen. In die periode organiseert hij ook tentoonstellingen voor en met leerlingen van diverse scholen. In 1965 richt hij samen met Frits Timmermans en Truus Hanraets AM 65 op. Deze afkorting staat voor Amateurschilders Maasbree. Deze amateurclub is de inspiratiebron van talrijke amateur-kunstenaars in de omgeving.

### Zelfstandig kunstenaar
In dezelfde periode van zijn leraarschap begint ook zijn kunstenaarschap vastere vormen aan te nemen. Rond 1975 houdt hij zijn eerste officiële tentoonstelling met portretten, stillevens en landschappen. Het levert 22 portretopdrachten en enkele verkochte schilderijen op. Ondertussen geeft hij naast zijn baan als leraar aan de LTS ook lessen aan de vrije academie te Venlo.

### Doorbraak
In de jaren 80 en 90 breekt Trepels langzaam door als landschaps- en portretschilder. In 1980 toont de provincie Limburg interesse in het schilderij Korenveld. In 1982 krijgt hij van de gemeente Helmond de opdracht om een portret van koningin Beatrix te schilderen. Later volgt via het CDA Limburg de opdracht om de toenmalige premier Ruud Lubbers te schilderen. Ook de oprichter van het Van der Valk-concern wordt door hem geportretteerd. Tijdens een reis door Canada in 1987 verkrijgt hij de opdracht voor een portret van de toenmalige gouverneur van Brits-Columbia, [Bill Vander Zalm]. Later trekt Gijs Trepels ook over de grens met tentoonstellingen in België. In de jaren 90 begint hij zijn realistische stijl te mengen met elementen uit het surrealisme. Ook zoekt hij meer inspiratie bij oude meesters. Getuige hiervan is de tentoonstelling Hommage uit 1996 in kasteel d'Erp in Baarlo. De werken uit deze tentoonstelling zijn remakes van portretten van oude meesters met hedendaagse mensen als onderwerp.

### De Neerse Nachtwacht en het Schutterijmuseum
In 2002 maakt de dan 69-jarige zijn grootste werk:Neers schutterstafereel; ode aan het schutterswezen. Opdrachtgever was Twan Stemkens van de schutterij St. Sebastianus Neer Het wordt een schilderij van ruim 4m² met tientallen levende en overleden familieleden van Twan Stemkens naar het leven geschilderd. Gijs Trepels heeft op dat moment geen affiniteit met de wereld van de schutterij en verdiept zich aan de hand van boeken, video en foto's in de materie. De bedoeling van het schilderij is een lofzang op de schutterij en in het bijzonder op de schutterstraditie in Neer. Het schilderij staat vol kleine leuke details. Zo zijn de bierviltjes van de Lindeboom brouwerij uit Neer duidelijk herkenbaar. Ook de figuren zijn zeer zorgvuldig uitgewerkt. Al gauw heet het schuttersstuk in de volksmond de Neerse Nachtwacht. Door de vele verwijzingen naar het Neer van vóór de verwoesting in 1944 is het schilderij voor veel mensen uit Neer een tastbare herinnering aan het vroegere dorp. Het schilderij kwam terecht in het Limburgs Schutterij Museum te Steyl. Dit museum werd tijdens een grote brand verwoest. Veel stukken liepen onherstelbare schade op maar het gigantische schilderij bleef vrijwel onbeschadigd.

### Eigenzinnige sprong naar voren
In 2007 is de carrière van de dan 75-jarige kunstenaar Gijs Trepels in rustig vaarwater terechtgekomen. Wanneer er zich problemen met het gezichtsvermogen aandienen lijken zware tijden aan te breken voor de Maasbreese fijnschilder. Schilderen zoals vroeger gaat nog maar moeilijk, maar stilzitten kan hij ook niet. Hij besluit dan keramische beelden te gaan maken.
Het is deze keuze die het begin is van een aaneenschakeling van toevalligheden die leiden tot een ommekeer in zijn kunstenaarschap in alle opzichten: onderwerpen, materiaalkeuze, zelfs zijn kijk op kunst en het maken van kunst.
Naar aanleiding van problemen in verband met het kleuren en beschermen van zijn keramische beelden komt hij in gesprek met Eddy Thewis, een specialist op gebied van decoratietechnieken en bekend met beschermingstechnieken. Via deze weg komt de discussie al gauw op het overgangsgebied van decoratie en kunst. Samen met Rob Steeghs, een student aan de kunstacademie van Arnhem, wordt besloten een aantal ideeën uit te werken en een aantal experimentele technieken uit te proberen. Het drietal begint in de loop van 2008 een reeks experimenten uit te voeren met gebruik van kalkgebonden producten en puur pigment. Leidraden zijn de aloude fresco- en stucco-technieken en het werk van de Duitse kunstenares Gabriele Musenbrink, die ook pleister en puur pigment als uitgangspunt neemt. Om oplossingen te vinden voor vele technische problemen die overal opduiken, worden alle beschikbare bronnen nageplozen en langzaam komen de eerste hoopvolle resultaten. Eind 2008, begin 2009 gaat ieder weer zijn eigen weg. Gijs Trepels besluit dan alleen verder te zoeken. Na veel experimenteren vindt hij een bruikbaar recept voor de materiaalsamenstelling maar hij komt er tegelijkertijd achter dat zijn oude manier van werken niet samengaat met het nieuwe materiaal, onder andere door de extreem snelle droging. Hij neemt dan het drastische besluit om een heel nieuwe weg in te slaan.
Werk na werk sleutelt Gijs aan zijn techniek en zo ontstaan nieuwe inzichten en dus ook nieuwe werken. Er ontstaan volledig abstracte werken naast reminiscenties aan de oude inspiratiebronnen van Gijs Trepels, zoals het realisme en het surrealisme. Verschillende technieken zoals fresco secco en stucco worden door elkaar gebruikt en verweven tot een bijzonder en sprekend geheel. Hij leert met diverse gereedschappen te werken en ontwikkelt daarvoor aparte technieken. Door het gebruik van puur pigment krijgt de kunstenaar werken met krachtige volle kleuren. De thema’s en de uitwerking ervan zijn verrassend voor diegenen die het oudere werk van deze portret- en landschapsschilder met zijn ultra-precieze techniek kennen.

### Overlijden
Rond zijn 80e jaar trok hij zich steeds meer terug uit de openbaarheid en besluit hij geen werk meer tentoon te stellen. Hij overleed op 1 juni 2018 op 85-jarige leeftijd.

## Schildertechnieken Gijs Trepels
Gijs Trepels heeft bijna zijn gehele oeuvre met olieverf gerealiseerd al waren er ook uitstapjes naar aquarel en pastel. Sinds 2008 werkt hij aan een nieuwe techniek die de combinatie is van stucco- en fresco-elementen.
Vanaf 2010 werkte Gijs Trepels aan een reeks bewerkingen van oude meesters. Hij maakte hierbij weer gebruik van olieverftechnieken.
- RKD-Nederlands Instituut voor Kunstgeschiedenis: 78151